# Épaumesnil
Épaumesnil is een gemeente in het Franse departement Somme (regio Hauts-de-France) en telt 120 inwoners (2009). De plaats maakt deel uit van het arrondissement Amiens.

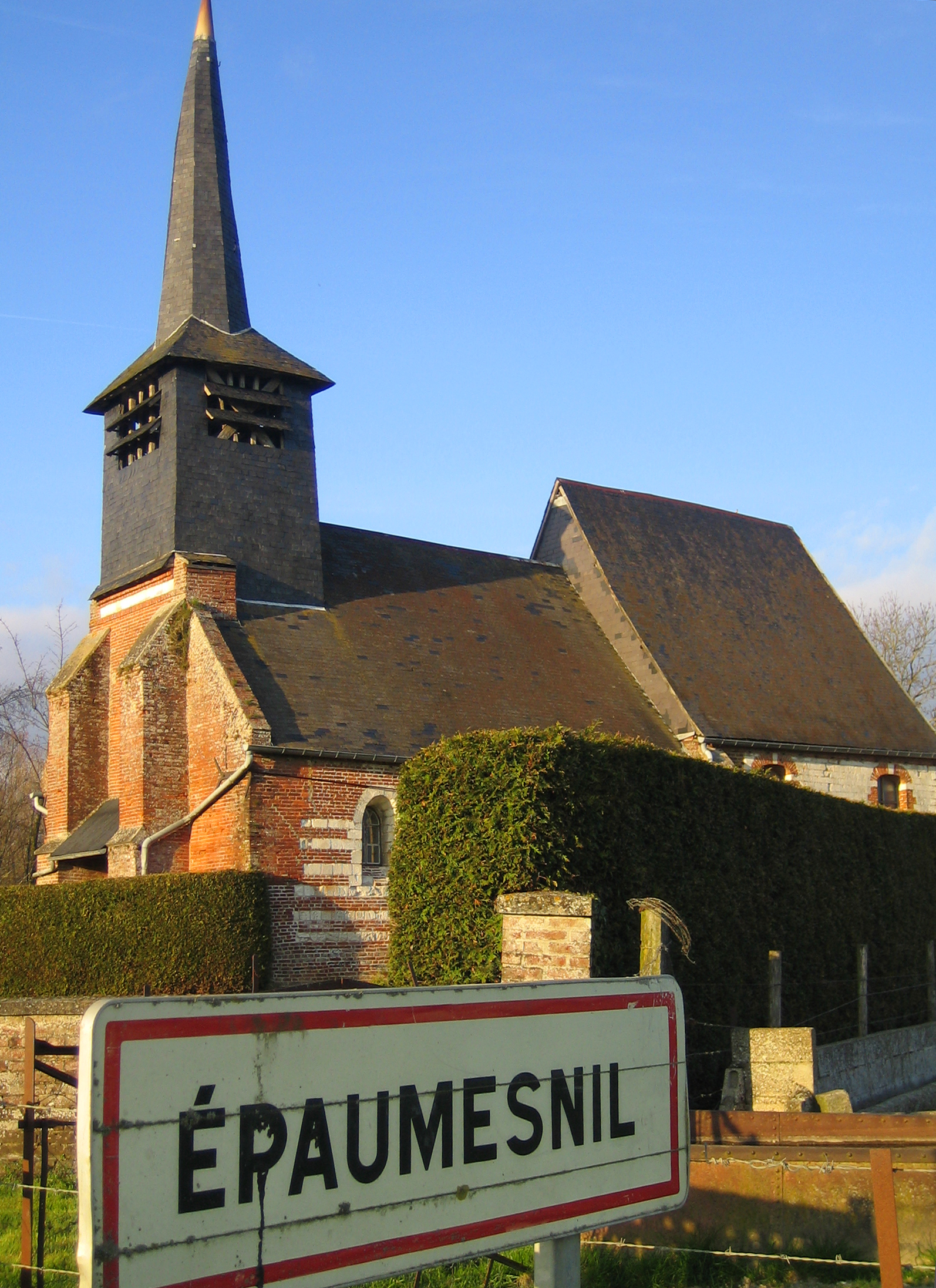
Eglise Saint-Martin

## Geografie
De oppervlakte van Épaumesnil bedraagt 4,8 km², de bevolkingsdichtheid is dus 25 inwoners per km².
De onderstaande kaart toont de ligging van Épaumesnil met de belangrijkste infrastructuur en aangrenzende gemeenten.

## Demografie
Onderstaande figuur toont het verloop van het inwonertal (bron: INSEE-tellingen).